# San Diego Clippers 1978-1979
La stagione 1978-79 dei San Diego Clippers fu la 9ª nella NBA per la franchigia.
I San Diego Clippers arrivarono quinti nella Pacific Division della Western Conference con un record di 43-39, non qualificandosi per i play-off.

## Roster
| N° | Naz.                   | Ruolo | Sportivo          | Anno | Alt. | Peso |
| -- | ---------------------- | ----- | ----------------- | ---- | ---- | ---- |
| 9  | Stati Uniti (bandiera) | GA    | Randy Smith       | 1948 | 191  | 82   |
| 11 | Stati Uniti (bandiera) | G     | Connie Norman     | 1953 | 191  | 79   |
| 12 | Stati Uniti (bandiera) | A     | Nick Weatherspoon | 1950 | 201  | 88   |
| 14 | Stati Uniti (bandiera) | G     | Brian Taylor      | 1951 | 188  | 84   |
| 20 | Stati Uniti (bandiera) | GA    | Freeman Williams  | 1956 | 193  | 86   |
| 21 | Stati Uniti (bandiera) | AC    | Sidney Wicks      | 1949 | 203  | 102  |
| 22 | Stati Uniti (bandiera) | GA    | Stan Pietkiewicz  | 1956 | 196  | 91   |
| 24 | Stati Uniti (bandiera) | A     | Lloyd Free        | 1953 | 188  | 84   |
| 31 | Paesi Bassi (bandiera) | C     | Swen Nater        | 1950 | 211  | 109  |
| 32 | Stati Uniti (bandiera) | GA    | Bob Bigelow       | 1953 | 201  | 98   |
| 33 | Stati Uniti (bandiera) | AC    | Jerome Whitehead  | 1956 | 208  | 100  |
| 40 | Stati Uniti (bandiera) | A     | John Olive        | 1955 | 201  | 95   |
| 42 | Stati Uniti (bandiera) | AC    | Kermit Washington | 1951 | 203  | 104  |
| 44 | Stati Uniti (bandiera) | AC    | Kevin Kunnert     | 1951 | 213  | 104  |
| 45 | Stati Uniti (bandiera) | AC    | Scott Lloyd       | 1952 | 208  | 104  |

## Staff tecnico
- Allenatore: Gene Shue
- Vice-allenatore: Bob Weiss
- Preparatore atletico: Larry Roberts